# Marco Torcivia
Marco Torcivia (Palermo, 4 maggio 1982) è un giocatore di calcio a 5 italiano.

## Carriera
A 13 anni comincia la sua carriera nel calcio a 11, prima con il Fincantieri e poi con la Juventina Palermo. A 19 anni passa al calcio a 5, nella serie C1 siciliana nel Big Sport.
Successivamente passa all'Atletico Palermo in serie B dove resta per tre anni, conquistando la Serie A2, e disputando due anni in serie A e riceve la prima convocazione nella nazionale italiana. Si trasferisce alla Luparense solo per un mese e mezzo per poi passare al Palermo Calcio a 5, nato dalla fusione tra Atletico e Palermo Futsal. Ritorna in Serie A2 con il Domusdemaria Chia,poi disputa mezzo campionato prima Mazara del Vallo, poi di nuovo in C1 con il San Cataldo. L'Atiesse nella stagione 2009-2010 lo riporta in serie A2. L'anno successivo passa all'Acireale dove milita tuttora dopo una breve parentesi con l'Acqua&Sapone. Nel giugno del 2011 ritorna in nazionale dove segna anche il suo primo gol contro l'Argentina. Nel 2017 inizia una nuova avventura con i palermitani del Mabbonath; la società nel 2020 cambierà denominazione in Città di Palermo dopo la fusione con il Real Cefalù.